# Башлай Андрій Олександрович
Андрій Олександрович Башлай (нар. 16 лютого 1985, Київ) — український футболіст. Захисник армянського «Титану».
Дворазовий чемпіон першої ліги у складі «Динамо-2», переможець літніх універсіад 2007 та 2009 років у складі студентської збірної України.